# Revolución de Emiliano Zapata
El álbum la Revolución de Emiliano Zapata es el primer trabajo de la banda mexicana La Revolución de Emiliano Zapata, tras su firma de contrato con Polydor. Los Spiders jugaron un papel importante en el camino del grupo ya que los recomendaron y así los fueron contratando. Pero el gran paso para La Revolución de Emiliano Zapata fue un concurso convocado por las Cinco Ondas de la Alegría. Podían participar los grupos tapatíos con música propia e inédita. El premio era relacionarlos con una empresa grabadora.

## Lista de temas
Todas las canciones compuestas por La Revolución de Emiliano Zapata
Cara 1
1. "Nasty Sex - 7:33
2. "Melynda" - 5:00
3. "I Wanna Know" (Quiero saber) - 3:43
4. "If You Want It" (Si tú lo quieres) - 3:47

Cara 2
1. "Ciudad Perdida" (Lost City) - 4:32
2. "A King's Talks" (Pláticas de un rey) - 4:29
3. "Still Don't (Not Yet) (Todavía nada) - 3:10
4. "At the Foot of the Mountain" (Al pie de la montaña) - 4:30
5. "Under Heavens" (Bajo los cielos) - 3:53

Pistas adicionales de la remasterización de 2009
1. "Gonna Leave" (Vamos a alejarnos) - 4:46
2. "Pigs" - 3:44
3. "Nasty Sex" (Versión del EP) - 5:19

- Datos: Q6107196